# 雷神无人机
英國航太雷神（英語：BAE Systems Taranis）是以英國航太系統為首組成的團隊研發的無人戰鬥機 (UCAV)。「雷神」一名取材自英國凱爾特神話，寓意無攻不克、無堅不摧。 該無人機代表著英國航空工業的極致，並有助英國軍隊制定未來的作戰及防禦策略。
「雷神」無人機採用飛翼佈局及低探測性複合材料設計，以降低長距離作戰中遭敵軍雷達偵測的機會。其用途集持續偵測、情報共享、鎖定目標及打擊任務為一身。根據最初預定的性能規格，該機具備時速1235公里的超音速表現及洲際打擊能力。

## 背景
2005年12月，英國國防部以國防白皮書方式發表國防工業戰略，提及發展無人機有助英國維持航空工程及無人載具技術領先的地位，並藉此發展潛在軍用及民用市場的競爭優勢。
其後戰略無人航空載具整合計劃團隊(SUAVEIPT)負責統籌「雷神」計劃，其目的是透過該計劃發展無人機核心技術，成為未來軍隊力量一部分，亦藉機發展飛機製造技術。2006年12月，以英國航太系統為首的團隊獲援權負責「雷神」計劃，繼而在2010年展開。

## 發展沿革
「雷神」無人機研發團隊由共250間公司、英國國防部軍事人員及科學家所組成，包括英國航太系統、勞斯萊斯、奇異航空(原史密斯航太公司)及QinetiQ等。當中英國航太系統負責整架機體系統整合、匿蹤技術及機體控制等範疇。
2010年7月，「雷神」原型機首次曝光。隨後進行一系列計劃，包括訓練無人機引導員、雷達截面計算及地面控制系統整合。
2013年4月，「雷神」原型機在蘭開郡華頓進行跑道滑行測試。
2013年8月10日，「雷神」原型機(編號為ZZ530)在南澳洲一處試驗場試飛，為時約十五分鐘，過程中完成起飛、空中盤旋、爬升及降落四個動作。是次試飛由試飛員Bob Fraser負責。
8月17日，「雷神」繼首次試飛數據分析後，進行第二次試飛。多次試飛均遠超測試人員對「雷神」表現的預期，包括在不同高度及速度下飛行長達一小時。不過該計劃比原先預定的1.4億英鎊升而1.85億英鎊。
2014年，英法兩國簽訂一份價值1.2億英鎊合約，探討利用兩國無人機技術合作發展的可能。

## 特點

### 匿蹤技術
「雷神」採用總體布局外型及複合材料，並且捨棄尾翼，有效降低機身稜角，減少雷達波反射，降低遭敵軍雷達偵測的可能。 而且設計過程中整合突出的部分，例如探測管、進氣口及排氣口等，使飛機有簡潔而低可探測的外型。
另一方面，該無人機造工精密，機身設計誤差只有如頭髮絲般直徑大小，有助進一步降低飛機的信號特徵。

### 續航能力
「雷神」所採取的無尾翼設計，有助降低飛行阻力，並可省去相關結構的材料而降低機體重量，從而在有限油量下增加飛機的滯空時間，使「雷神」具備長程打擊的能力。同時「雷神」原型機採用勞斯萊斯公司阿杜爾(Adour)MK951型引擎，配合其新型渦輪，可提供強大的推力，確保「雷神」擁有出色的續航力。

### 自主作戰能力
「雷神」無人機具有三種飛行模式：
- 自動模式 — 無人機最主要以此模式進行起飛、日常飛行及降落的動作。此舉與一般客機或颱風戰鬥機自動飛行相似，透過自身電腦系統控制，根據立體航點執行任務。

- 自主模式 — 雖則由引導員預先設定飛行範圍，但無人機可在預設區域內自動導航，自行設定飛行路線及搜尋目標，直至完成任務或受引領下返回機地。

- 手動模式 — 此模式主要用於測試，或作一種後備模式，以免出錯時可以人手方法操縱飛機返回機地。

在執行任務過程中，「雷神」能透過一段低波段數據鏈向地面中繼傳送影像，或者以衛星洲際間傳送。因此「雷神」可執行多類型作戰任務。

## 技術資料

### 基本規格
資料來源：UAVGLOBAL 
- 乘員： 無人
- 長度：11.35米 (37.2英尺)
- 翼展：9.94米 (約32英尺)
- 高度：4米(13英尺)
- 最大起飛重量：8噸 (18,000磅)
- 發動機：1具勞斯萊斯公司阿杜爾MK951型引擎
- 發動機推力：6,500磅 (28.9kN) [11]

### 性能
- 速度：1馬赫以上 (超音速)
- 航程：洲際

### 武器裝備
- 2枚導彈 (置於武器倉內)